# Liceo Lyautey
Il Liceo Lyautey è una scuola secondaria francese dell'Agence pour l'enseignement français à l'étranger, situata a Casablanca. La scuola ha testimoniato la nascita di importanti personalità artistiche, intellettuali, economiche, politiche e sportive. Il suo attuale direttore è Stéphane Sachet.
Il più grande istituto di istruzione francese nel mondo (fuori dalla Francia metropolitana),  lycée Lyautey è composto da un collège e da un liceo ed è legato all'Accademia di Bordeaux. Ogni classe conta una media di 29 studenti. La struttura comprende un totale di 3.958 studenti (dei quali 2.182 di nazionalità francese), 257 insegnanti (dei quali 32 messi a disposizione dal Ministero dell'Istruzione nazionale marocchino), 30 membri del personale educativo e 92 lavoratori amministrativi, sanitari, tecnici e di servizio.
L'istituto prende il nome dal maresciallo Hubert Lyautey, primo governatore del Marocco francese.

## Storia

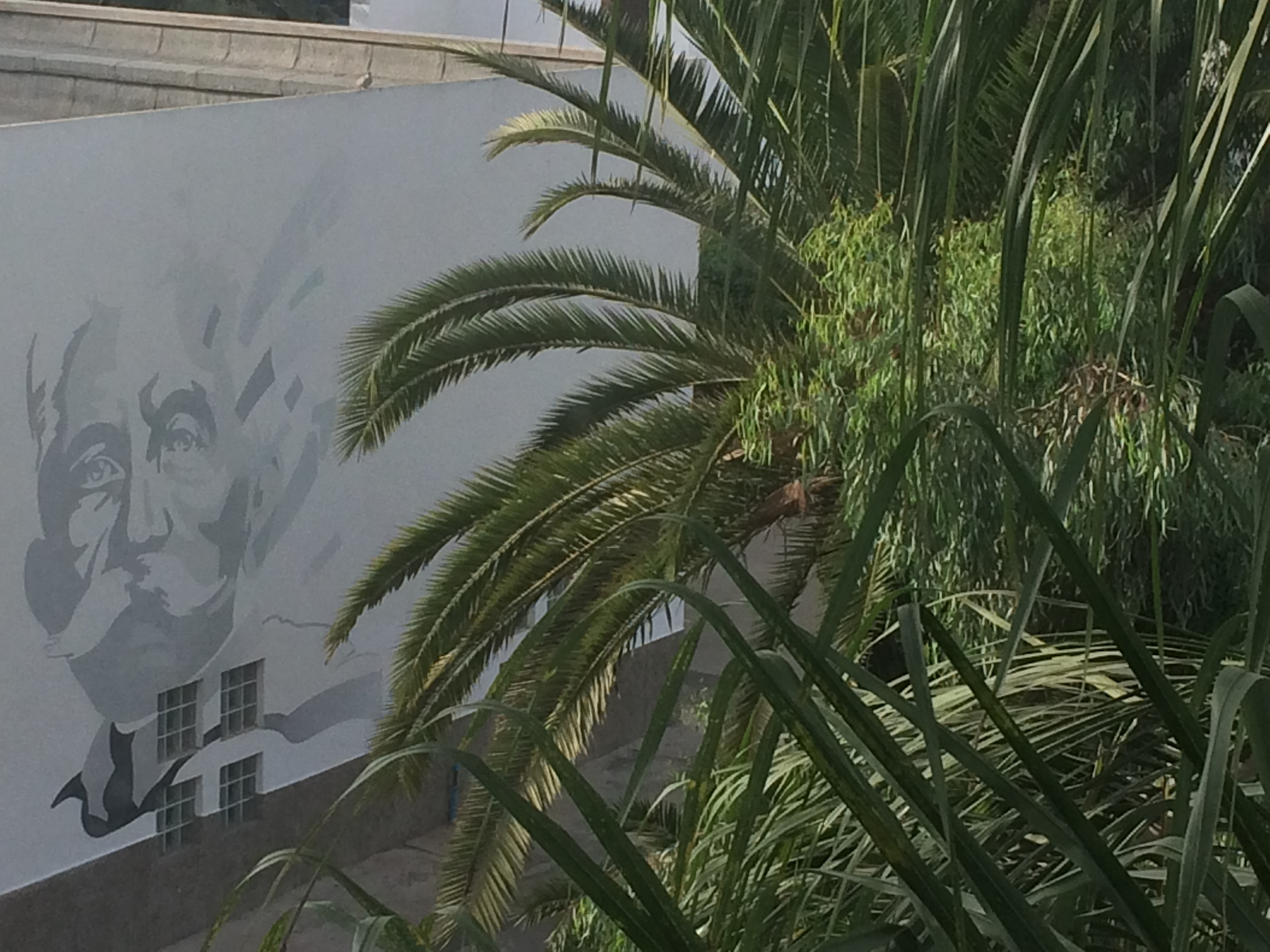
Ritratto di Hubert Lyautey, primo governatore del Marocco francese, nell'edificio della scuola.

Nel 1919 iniziarono i lavori per il vecchio lycée Lyautey, in avenue Mers-Sultan (oggi Avenue du 2 mars), allora chiamato Grand Lycée, poi inaugurato nel 1921. Nel 1929 fu inaugurato a sua volta il Petit Lycée, in rue d’Alger, che ospitava le classi della scuola primaria e dal 1933 anche la scuola media.
Alla fine del protettorato francese in Marocco, avvenne la restituzione dei locali allo stato marocchino. Il Grand Lycée divenne lycée Mohammed-V e il Petit Lycée divenne collège Ibn Toumert.
Durante la seconda guerra mondiale, la scuola perse 95 studenti e 8 insegnanti. In loro memoria venne eretto un monumento ai caduti nell'atrio dell'ingresso principale della scuola.
I lavori per l'attuale liceo iniziarono nel 1959, in boulevard Ziraoui nel quartiere Bourgogne, sul sito dell'ex campo militare di Turpin, e fu inaugurato nel 1963. Nel 1965 il liceo annesse l'ex campo militare confinante, Beaulieu, allora già dotato di alcuni impianti sportivi.
Maurice Schumann scrisse nel 1970, sul libro degli ospiti del liceo Lyautey, mentre era ministro degli Affari esteri di Georges Pompidou: 

## Alumni
- David Galula, militare e scrittore franco-tunisino
- Gad Elmaleh, umorista e attore marocchino
- Nicole Elgrissy, scrittrice marocchina
- Elie Azagury, architetto marocchino
- Jean Reno, attore francese
- Fouad Laroui, economista e scrittore marocchino
- Laïla Marrakchi, regista marocchina
- Mehdi Ben Barka, politico marocchino
- Mahdi ElMandjra, futurista, sociologo ed economista marocchino
- Driss Chraïbi, scrittore marocchino
- Philippe-Joseph Salazar, filosofo francese
- Sidney Toledano, imprenditore franco-marocchino
- Éric Besson, ministro francese
- Just Fontaine, calciatore francese
- Ali Benmakhlouf, filosofo e scrittore marocchino
- Sanâa Alaoui, attrice marocchina
- Mohammed Tamim, architetto marocchino
- Adrien Goybet, militare francese
- Moulay Ali Alaoui, membro della famiglia reale marocchina
- Malek Belarbi, cantante franco-marocchino
- Leila Ghandi, fotografa e giornalista marocchina